# Paixão
Paixão (Título oficial en Español: Vida y Pasión) fue una telenovela portuguesa, transmitida por la cadena televisiva SIC. Escrita por Filipa Poppe y Joana Andrade y producida por SP Televisão. Estreño el 18 de septiembre de 2017 y terminó el 24 de septiembre de 2018, como sucesora de Amor Maior y sucedió Alma e Coração.
Fue protagonizada por Margarida Vila-Nova, Albano Jerónimo, Joana Solnado y Marco Delgado.

## Elenco
- Margarida Vila-Nova - Luísa Marreiros
- Albano Jerónimo - Miguel Guerreiro
- Joana Solnado - Helena Sequeira
- Marco Delgado - Zé Mascarenhas

## Temporadas
| Temporada | Temporada | Episodios | Episodios | Emisión original         | Emisión original         |
| Temporada | Temporada | Episodios | Episodios | Primera emisión          | Última emisión           |
| --------- | --------- | --------- | --------- | ------------------------ | ------------------------ |
|           | 1         | 143       | 143       | 18 de septiembre de 2017 | 3 de marzo de 2018       |
|           | 2         | 177       | 177       | 5 de marzo de 2018       | 24 de septiembre de 2018 |